# João Barros
João Ferreira Barros (Porto, 10 gennaio 2006) è un calciatore portoghese, attaccante del Boavista.

## Carriera
Marco Ribeiro è cresciuto nel settore giovanile del Boavista che lo ha prelevato nel 2018 dal Pasteleira. L'11 giugno 2024 ha firmato il suo primo contratto professionistico ed il 10 agosto 2024 ha debuttato in prima squadra nell'incontro di Primeira Liga vinto 1-0 contro il Casa Pia.

## Statistiche

### Presenze e reti nei club
Statistiche aggiornate al 5 ottobre 2024
| Stagione        | Squadra         | Campionato      | Campionato | Campionato | Coppe nazionali | Coppe nazionali | Coppe nazionali | Coppe continentali | Coppe continentali | Coppe continentali | Altre coppe | Altre coppe | Altre coppe | Totale | Totale | Totale |
| Stagione        | Squadra         | Comp            | Pres       | Reti       | Comp            | Pres            | Reti            | Comp               | Pres               | Reti               | Comp        | Pres        | Reti        | Pres   | Reti   |        |
| --------------- | --------------- | --------------- | ---------- | ---------- | --------------- | --------------- | --------------- | ------------------ | ------------------ | ------------------ | ----------- | ----------- | ----------- | ------ | ------ | ------ |
| 2024-2025       | Boavista        | PL              | 4          | 0          | CP              | 0               | 0               | -                  | -                  | -                  | -           | -           | -           | 4      | 0      |        |
| Totale carriera | Totale carriera | Totale carriera | 4          | 0          |                 | 0               | 0               |                    | -                  | -                  |             | -           | -           | 4      | 0      |        |